# Libor Švec (judista, 1977)
Libor Švec (* 3. listopadu 1977) je bývalý český zápasník – judista.

## Sportovní kariéra
Připravoval se v Praze na Folimance v klubu USK Praha. V české mužské reprezentaci se pohyboval mezi lety 1997 až 2007 v superlehké váze do 60 kg. Na mezinárodní úrovni se výrazně neprosazoval. V roce 2000 a 2004 se na letní olympijské hry nekvalifikoval. K jeho největším úspěchům patří třetí místo na světovém poháru v Praze (Norris Cup) v roce 2005. Je sedminásobným mistrem republiky z let 1998-2003 a 2005.
Po skončení sportovní kariéry v roce 2008 se věnuje v USK Praha trenérské práci. K jeho nejznámějším svěřencům patří David Klammert, kterého v roce 2015 připravil k zisku titulu mistra Evropy do 23 let.

## Výsledky
| Turnaj             | 1995            | 1996            | 1997            | 1998            | 1999            | 2000            | 2001            | 2002            | 2003            | 2004            | 2005            |
| Turnaj             | 18              | 19              | 20              | 21              | 22              | 23              | 24              | 25              | 26              | 27              | 28              |
| Turnaj             | superlehká váha | superlehká váha | superlehká váha | superlehká váha | superlehká váha | superlehká váha | superlehká váha | superlehká váha | superlehká váha | superlehká váha | superlehká váha |
| ------------------ | --------------- | --------------- | --------------- | --------------- | --------------- | --------------- | --------------- | --------------- | --------------- | --------------- | --------------- |
| Olympijské hry     |                 | —               |                 |                 |                 | —               |                 |                 |                 | —               |                 |
| Mistrovství světa  | —               |                 | —               | —               | úč.             |                 | —               | —               | —               |                 | —               |
| Mistrovství Evropy | —               | —               | —               | —               | úč.             | —               | úč.             | úč.             | —               | úč.             | úč.             |
| Univerziáda        | —               |                 |                 |                 | ?               |                 | ?               |                 | úč.             |                 |                 |
| Akademické MS      |                 | —               |                 | —               |                 | ?               |                 | úč.             |                 | úč.             |                 |
| MS juniorů         |                 | —               |                 |                 |                 |                 |                 |                 |                 |                 |                 |
| ME juniorů         | úč.             | úč.             | —               |                 |                 |                 |                 |                 |                 |                 |                 |